# 彌敦道729號

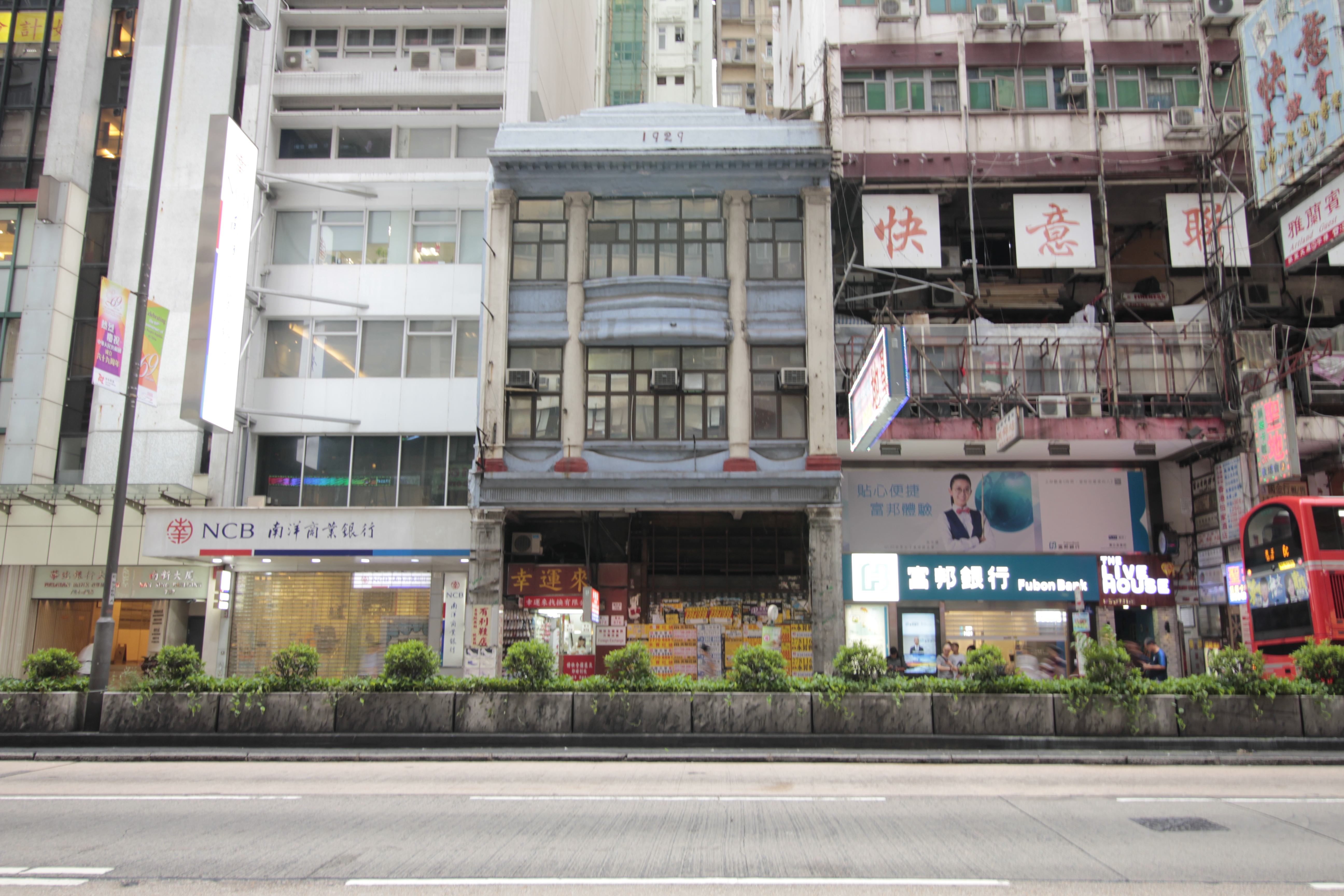
彌敦道729號

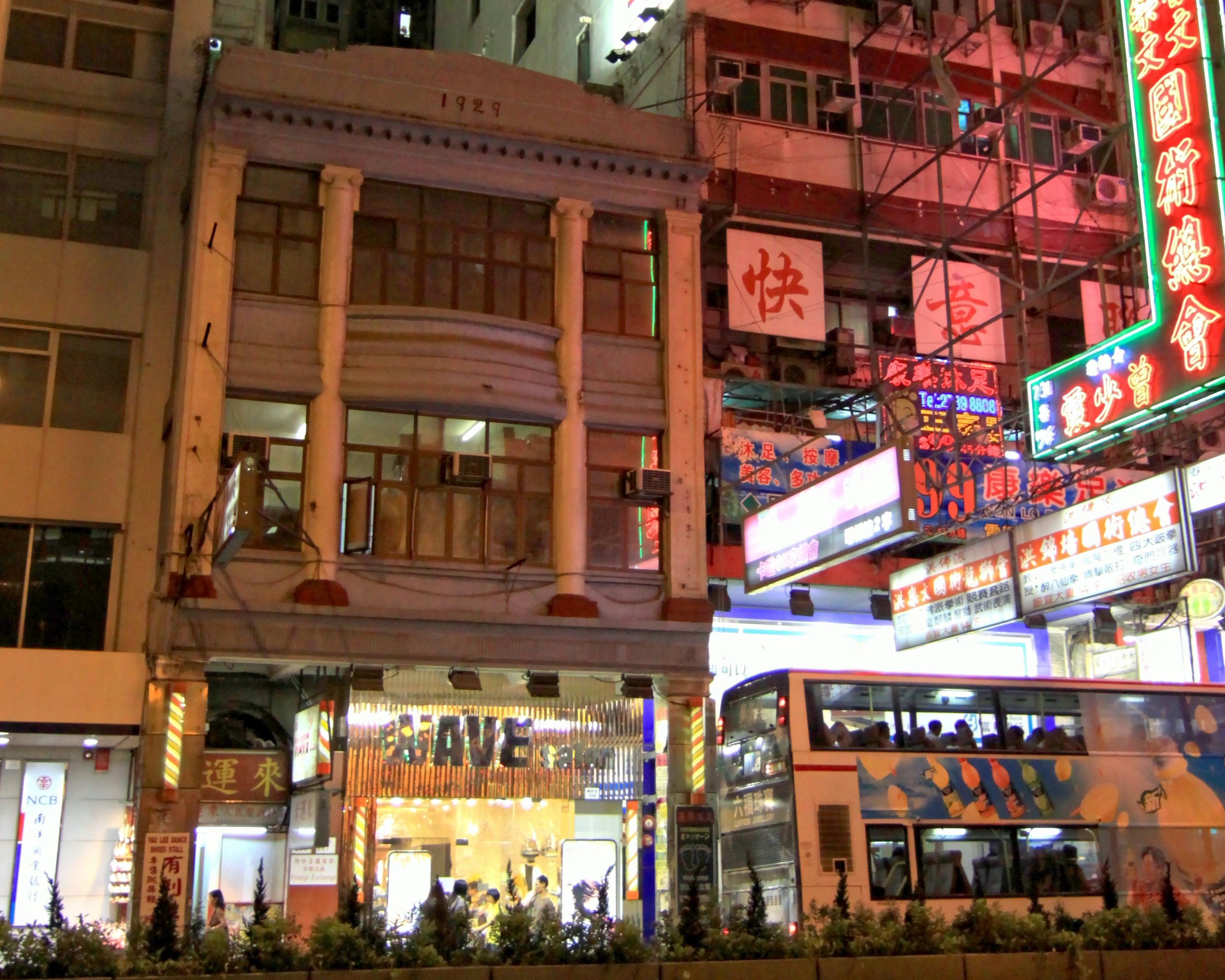
彌敦道729號夜景

彌敦道729號（英語：729 Nathan Road），位於香港九龍油尖旺區旺角，建於1929年（96年樓齡），樓高三層，是彌敦道上少有仍存的戰前唐樓。

## 歷史
該幅地皮由業主黃明耀於1928年以$7,931購買，翌年樓宇建成。根據1903年訂立的《公共衛生及建築物條例》，在1929年時729號地段只可興建一幢三層高唐樓。
唐樓曾於日佔時期在物業登記辦事處重新辦理註冊。古物古蹟辦事處2010年將彌敦道729號列為三級歷史建築。
現今有一「有利鞋店」樓上舖，主要經營售賣舞鞋及中西式婚鞋。

## 建築
樓宇是典型的戰前唐樓，廣闊騎樓覆蓋行人路，以增加樓面面積。
樓宇外貌優美，以新古典主義建築風格建造，建築物正立面中間有兩條爱奥尼柱由一樓伸廷至頂樓，左右兩側則為多立克柱式。
二樓兩柱之間則是一個弧型的露台；樓宇頂部則添上一個裝飾藝術風格的三角牆，牆下刻有「1929」顯示其建造年份；內部仍然保留原有的天花裝飾線條、拱門及木製樓梯。